# Copidosoma dius
Copidosoma dius är en stekelart som först beskrevs av Walker 1837.  Copidosoma dius ingår i släktet Copidosoma och familjen sköldlussteklar. Arten är reproducerande i Sverige. Inga underarter finns listade i Catalogue of Life.